# 维尔日诺波利斯
维尔日诺波利斯是巴西米纳斯吉拉斯州的一个市镇。总面积440.424平方公里，总人口10891人，人口密度24.7人/平方公里。